# Christian Tovar
Christian Omar Tovar Delgado (Saltillo, Coahuila, México; 13 de enero de 1996) es un futbolista mexicano. Juega como mediocampista en el Yalmakan Fútbol Club de la Serie A de México.

## Trayectoria
Empezó a jugar a los seis años en un equipo de su escuela. Cuando salió de la escuela entró a un equipo local de Saltillo llamado Tiburones Rojos, en donde se mantuvo durante cinco años. Un entrenador lo invitó a otro equipo y le dijo que había pruebas en Santos, Tovar hizo las pruebas y a los dos meses le hablaron.
En 2011 comenzó a jugar con el equipo sub-15 del Club Santos Laguna. Disputó dos torneos de la categoría, jugó seis partidos y anotó dos goles. En 2013 subió a la categoría sub-17 y en un año jugó 32 partidos y anotó 5 goles. En febrero fue convocado para participar en el Torneo de Viareggio. A pesar de no ser jugador de la categoría, Tovar participó en la liguilla del Torneo Apertura 2013 Sub-20, en diciembre llegó a la final del torneo y logró el campeonato al derrotar al Club León en la final.
A partir del 2014, Tovar fue inscrito formalmente con la categoría sub-20. En febrero volvió a participar en la Copa Viareggio, jugó los tres partidos que disputó su equipo en la competencia. Un año después fue convocado de nueva cuenta para la competencia italiana, esta vez jugó dos partidos y recibió una expulsión.

## Selección nacional

### Categorías inferiores
Fue convocado para disputar el Campeonato Sub-17 de la Concacaf de 2013, jugó solamente un partido del torneo, siendo titular en la victoria contra Honduras por marcador de 2:0 en la fase de grupos. En la final, México derrotó a la selección anfitriona del torneo, Panamá, y se consagró campeón del torneo.
Fue convocado para disputar la Copa Mundial de Fútbol Sub-17 de 2013 celebrada en los Emiratos Árabes Unidos. Participó en seis de los siete partidos que disputó su selección, uno como titular y cinco entrando de cambio, y dio dos asistencias. México terminó segundo de su grupo, resultado de una derrota ante Nigeria (1:6), y dos victorias ante Irak (3:1) y Suecia (0:1). En octavos de final derrotaron a Italia (0:2), en cuartos vencieron a Brasil en penales (10:11), después de empatar a un gol en el tiempo regular, en semifinales derrotaron a Argentina (0:3). En la final se enfrentaron de nueva cuenta a Nigeria, perdiendo esta vez por marcador de 3-0.
| Torneo                                   | Sede                   | Resultado  | PJ |
| ---------------------------------------- | ---------------------- | ---------- | -- |
| Campeonato Sub-17 de la Concacaf de 2013 | Panamá                 | Campeón    | 1  |
| Copa Mundial de Fútbol Sub-17 de 2013    | Emiratos Árabes Unidos | Subcampeón | 6  |

## Palmarés

### Campeonatos nacionales
| Título                            | Equipo             | País   | Año    |
| --------------------------------- | ------------------ | ------ | ------ |
| Primera División de México Sub-20 | Club Santos Laguna | México | A-2013 |

### Campeonatos internacionales
| Título                           | Equipo              | País   | Año  |
| -------------------------------- | ------------------- | ------ | ---- |
| Campeonato Sub-17 de la Concacaf | Selección de México | Panamá | 2013 |